# Kniga dlja wsech
Kniga dlja wsech (russisch Книга для всех, wiss. Transliteration Kniga dlja vsech; „Ein Buch für alle“) ist eine russischsprachige literarische Buchreihe, die in den Jahren 1921 und 1922 im Verlag Mysl in Berlin erschien, einem russischen Emigrantenverlag, der bis 1925 in Berlin aktiv war. Neben verschiedenen auch im Ausland bekannten Klassikern der russischen Literatur enthält sie dabei auch viele außerhalb Russlands weniger bekannte Autoren (wie z. B. Gorbunow) und auch Übersetzungen (Chansons von Béranger oder Der Goldkäfer von Poe). Die Reihe umfasst mehrere Dutzende Bände. Band 1 ist Iz russkich poetov (Aus russischen Dichtern), der letzte im Katalog der DNB nachgewiesene Band trägt die Nummer 96 (Комедия брака / Komödie der Ehe von Juschkewitsch). Einige der Bände sind Doppelbände. Die folgende Übersicht erhebt keinen Anspruch auf Aktualität oder Vollständigkeit:

## Bände (Auswahl)
- 1 Iz russkich poetov [Aus russischen. Dichtern]. K. Bal'mont [u. a.] 1921
- 2/3 Poėzija bol'ševistskich dnej [Die Poesie der bolschewistischen Tage]. A. Block [u. a.] 1921
- 4 Aleša Goršok. Poslě bala [u. a.] Tolstoj, Lev Nikolaevič.  1921
- 5 Čužaja žena i muž pod krovat'ju [Die fremde Frau und der Mann unter dem Bett]. Dostoevskij, Fëdor Michajlovič. 1921
- 6 Izbrannyja basni. Krylov, Ivan Andreevič. 1921
- 7 Russkaja istorija ot Gostomysla s 9 po 19 v. Tolstoj, Aleksej Konstantinovič. 1921
- 9/10 Smert' Ioanna Groznago. Tolstoj, Aleksej Konstantinovič. 1921
- 11 Skvernyj anekdot. Dostoevskij, Fëdor Michajlovič. 1921
- 12 Sokrovišče zemli. Tėffi, Nadežda A. 1921
- 13 Peterburgskie rasskazy. Gogolʹ, Nikolaj Vasilʹevič. 1921
- 14/15 Istorija Pugačevskago bunta. Puškin, Aleksandr Sergeevič. 1921
- 16 Raspjatie. Drozdov, Aleksandr M. 1921
- 17 Iz russkoj liriki [Aus der russischen Lyrik]. M. Lochvickaja [u. a.] 1921
- 18/19 Car' Fedor Ioanovič. Tolstoj, Aleksej Konstantinovič. 1921
- 20 Stambul i solnce. Tėffi, Nadežda A. 1921
- 21 Melkija p'esy. Čechov, Anton Pavlovič. 1921
- 22 Razskazy. Korolenko, Vladimir Galaktionovič. 1921
- 23 Čemodan. Slezkin, Jurij Lʹvovič. 1921
- 24/25 Krejcerova sonata. Tolstoj, Lev Nikolaevič. 1921
- 26 Raszkazy [Geschichten]. Gorbunov, Ivan F. 1921
- 28 Jumorističeskie razskazy [Lustige Geschichten]. Čechov, Anton Pavlovič. 1921
- 29/30 Cař Boris. Tolstoj, Aleksej Konstantinovič. 1921
- 31/32 Razskazy. Dostoevskij, Fëdor Michajlovič. 1921
- 33 D'javol. Tolstoj, Lev Nikolaevič. 1921
- 34 Dětvora. Čechov, Anton Pavlovič. 1921
- 35 Dolg prežde vsego (pověst'). Gercen, Aleksandr I. 1921
- 37 Igroki. Gogolʹ, Nikolaj Vasilʹevič. 1921
- 38 Stichi [Gedichte]. Nadson, Semen Ja. 1921
- 39 Bytovye razskazy. Čechov, Anton Pavlovič. 1921
- 40 Skazki. Puškin, Aleksandr Sergeevič. 1921
- 41 Čertopoloch. Drozdov, Aleksandr M. 1921
- 42 Stichi [Gedichte]. Majkov, Apollon Nikolaevič. 1921
- 43 Russkija ženščiny. Nekrasov, Nikolaj A. 1921
- 44/45 Vlaat' t'my ili "Kogotok uvjaz, vsej ptičkě propast'". Tolstoj, Lev Nikolaevič. 1921
- 46 Russkij narod i socializm [Das russische Volk und der Sozialismus]. Gercen, Aleksandr I. 1921
- 47 Ledi Makbet mcenskago uězda [Die Lady Macbeth von Mzensk]. Leskov, Nikolaj Semënovič. 1921
- 48 Otec Sergij. Tolstoj, Lev Nikolaevič. 1921
- 49 Lirika. Tolstoj, Aleksej Konstantinovič. 1921
- 50/51 Antologija sovremennoj poezii. 1921
- 52 Levša. Leskov, Nikolaj Semënovič. 1921
- 53 Živoj trup. Tolstoj, Lev Nikolaevič. 1921
- 54 Poemy. Lermontov, Michail Jurʹevič. 1921
- 55 Strannye razskazy. Krymov, Vladimir P.[2] 1921
- 56 Lirika. Lermontov, Michail Jurʹevič. 1921
- 57/58 Poezija revoljuzionnoj Moskvy. Ėrenburg, Ilʹja. 1922
- 59 Evrejstvo i christianskij vopros. Solovʹev, Vladimir Sergeevič. 1921
- 60 Kanuny. Ėrenburg, Ilʹja. 1921
- 61 Směcha radi. Mjasnickij, Ivan I. 1921
- 62 Labirint. Poljakov, Salomon Lvovič[3]. 1921
- 63 Zolotoj žuk [The gold-bug]. Poe, Edgar Allan. 1921
- 64 Uzor starinnyj. Ivanov, Fëdor. 1921
- 65 Literaturnye siluety. Vasilevskij, J. 1922
- 66/67 Žemčuga. Gumilëv, Nikolaj Stepanovič. 1921
- 68 Ditja Allacha. Gumilëv, Nikolaj Stepanovič. 1922
- 69 Deń Petra. Tolstoj, Aleksej N. 1922
- 70 Prekrasnaja dama. Tolstoj, Aleksej N. 1922
- 71/72 Antologija sovremennoj německoj poesii.[4] Tartakover, Savelij G. 1922
- 73 Pětušok. Remizov, Aleksej Michajlovič. 1922
- 74/76 Zapiski iz podpol'ja Pověst'. Dostoevskij, Fëdor Michajlovič. 1922
- 77 Ballady. Tolstoj, Aleksej Konstantinovič. 1922
- 78 Jakobinev i bol'ševiki [Jakobiner und Bolschewiki: Psychologische Parallelen]. Gol'denvejzer, A. A.[5] 1922
- 79 Gospodin v cilindrě. Slezkin, Jurij Lʹvovič. 1922
- 80 Gorod-Sfinks. Krymov, Vladimir P. 1922
- 81 Ot Dante k Bloku. Minskij, Nikolaj M. 1922
- 82 Stepnye vorony. Grebenščikov, Georgij Dmitrievič[6]. 1922
- 83 Bab'i posidělki. Alekseev, Gleb V. 1922
- 84 Roman s kontrabasom. Čechov, Anton Pavlovič. 1922
- 85 Jantarnyj Kipr. Gornyj, Sergej. 1922
- 86 Kogo iščeš?. Minskij, Nikolaj M. 1922
- 88 Nischoždenie i preobraženie. Tolstoj, Aleksej N. 1922
- 89 Smetana. Sokolov-Mikitov, Ivan Sergeevič[7]. 1922
- 91/91 Antologija satiry i jumora. 1922
- 92 Pěsni v perevodě russkich poetov. Béranger, Pierre Jean de. 1922
- 94 Na poslědnem etapě. Vojtinskij, Vladimir S. 1922
- 95 Stichi. Nekrasov, Nikolaj A. 1922
- 96 Komedija braka [Komödie der Ehe]. Juškevič, Semen S. 1922